# Rządy książąt
Rządy książąt – okres bezkrólewia w historii państwa Longobardów trwający w latach 574-584.
Po zamordowaniu w 574 roku króla Klefa władza przeszła w ręce poszczególnych wodzów longobardzkich, którzy jako „książęta” osiedlali się w dawnych rzymskich miastach. Dziś uważa się, że było około 35 księstw. Na południu Italii Faroald i Zotto założyli odgrywające w późniejszych latach ważną rolę księstwa Spoleto i Benewentu. Były to największe longobardzkie posiadłości z czasów rządów książąt. Okres bezkrólewia nie zahamował ekspansji terytorialnej Longobardów na italskie ziemie znajdujące się jeszcze pod panowaniem Bizancjum. Na terenach podbitych represjonowana była ludność miejscowa, a w szczególności arystokracja.
W 582 roku cesarzem w Bizancjum został Maurycjusz, który wszedł w sojusz z Frankami przeciw Longobardom. Sojusz ten stał się czynnikiem jednoczącym Longobardów, którzy czując zagrożenie na powrót połączyli się pod władzą królewską. W 584 roku królem wybrany został Autaris – syn Klefa. Książęta postanowili odstąpić nowemu królowi połowę własnych posiadłości w ramach domeny królewskiej.